# Convenio de Bonn
La Convención sobre la conservación de las especies migratorias de animales silvestres (también conocido como "Convenio de Bonn", no debe confundirse con el Acuerdo de Bonn) persigue conservar las especies marinas y terrestres y de aves migratorias en todo su ámbito de aplicación. Es un tratado intergubernamental, concluido bajo la égida del Programa de las Naciones Unidas para el Medio Ambiente, que se ocupa de la conservación de la vida silvestre y de los hábitats a una escala global. Desde que la convención entró en vigor, la lista de países miembros ha crecido de forma constante hasta incluir a 100 signatarios de África, América Central y Sudamérica, Asia, Europa y Oceanía. La Convención fue firmada en 1979 en Bonn (de ahí su nombre) y entró en vigor en 1983.
Las especies migratorias amenazadas de extinción están recogidas en el Apéndice I de la Convención. Los países signatarios de la Convención de Bonn se esforzarán en la protección estricta de estos animales, conservando y restaurando los lugares en donde viven, mitigando los obstáculos a la migración y controlando los demás factores que puedan ponerlas en peligro. Además del establecimiento de las obligaciones para cada uno de estos estados firmantes, la Convención de Bonn promueve las acciones concertadas a lo largo de los ámbitos estatales de muchas de estas especies.
Las especies migratorias que necesitan o que serían beneficiadas significativamente por la cooperación internacional están listadas en el Apéndice II de la Convención. Por esta razón, la Convención anima a los estados firmantes a concluir acuerdos regionales o globales.
A este respecto, el Convenio de Bonn actúa como un convenio marco. Los Acuerdos pueden abarcar desde tratados legalmente vinculantes (llamados Acuerdos) a instrumentos menos formales, tales como los memoranda de entendimiento, y pueden adaptarse a las necesidades de cada región. Una capacidad única de la Convención de Bonn es el desarrollo de modelos a la medida de acuerdo con las necesidades de la conservación a lo largo del ámbito migratorio.
Hasta la fecha se han concluido varios acuerdos bajo los auspicios de la Convención de Bonn. Buscan la conservación de:
- Las poblaciones de murciélagos europeos (EUROBATS)

- Los Cetáceos del Mar Mediterráneo, del Mar Negro y de la Zona Atlántica Contigua (ACCOBAMS)

- La conservación de los pequeños cetáceos del Báltico, del Atlántico Nororiental, y de los Mares de Irlanda y del Norte (ASCOBANS)

- Las focas del mar de Frisia (Acuerdo del Mar de Frisia)

- Las aves acuáticas migratorias afro-euroasiáticas (AEWA)

- Los Albatros y Petreles (Acuerdo sobre la Conservación de Albatros y Petreles)

- Los Gorilas y sus hábitats (Acuerdo sobre Gorilas)

Además, varios memoranda de entendimiento se han llevado a término bajo los auspicios de la Convención de Bonn. Buscan la conservación de:
- la grulla siberiana

- el zarapito fino

- las tortugas marinas de la Costa Atlántica de África

- las tortugas marinas del Océano Índico y del Sudeste de Asia

- las poblaciones centroeuropeas de avutarda común

- el ciervo de Bactriana

- el carricerín cejudo

- las poblaciones de África Occidental del elefante africano

- el antílope saiga

- Las regiones de cetáceos de las Islas del Pacífico

- La foca monje mediterránea

- El dugongo

- el cauquén colorado

- las aves de pradera

Una Secretaría proporciona apoyo administrativo a la Convención, bajo el auspicio del Programa de las Naciones Unidas para el Medio Ambiente (PNUMA). Tiene su sede en el Campus de las Naciones Unidas en Bonn, Alemania. El órgano de toma de decisiones de la Convención es la Conferencia de las Partes. Un Comité Permanente proporciona las líneas administrativas y políticas entre las reuniones regulares de las Conferencias de las Partes. Un Comité Científico formado por personas expertas aportadas por cada uno de los estados miembros y por la Conferencia de las Partes, proporciona asesoramiento en los asuntos técnicos y científicos.